# Muzeum Kultury Kurpiowskiej w Ostrołęce
Muzeum Kultury Kurpiowskiej w Ostrołęce – samorządowa instytucja kultury w województwie mazowieckim, znajdująca się przy Placu gen. Józefa Bema 8. Pełni ważną funkcję w propagowaniu kultury Ostrołęki i regionu.

## Historia
Muzeum od grudnia 1975 roku funkcjonowało jako Muzeum Okręgowe, natomiast jako Muzeum Kultury Kurpiowskiej działa od 1998 roku, kiedy nadano mu nowy statut oraz regulamin organizacyjny. Od 1999 roku organizatorem instytucji jest Samorząd Województwa Mazowieckiego. Muzeum mieści się w neoklasycystycznej kamienicy z lat 20. XIX wieku. Początkowo placówka użytkowała tylko jedno piętro, ale od 1980 roku muzeum dysponuje całym budynkiem. Od początku powstania placówki funkcjonowały działy: Dział Etnograficzny, Dział Historyczny, Dział Sztuki i Dział Oświatowy. W 1997 roku utworzono Dział Archeologiczny. Funkcjonują następujące działy merytoryczne: Dział Historyczno-Artystyczny, Dział Etnograficzny, Dział Edukacji i Promocji.
Kapitalny remont budynku przeprowadzono w latach 1989–1992. Dobudowany został budynek administracyjny na podwórku, w wyniku czego zostało zwiększone miejsce na eksponaty, a warunki pracy się polepszyły. Parę lat później, po zakończeniu remontu, muzeum nadano nową, obecną nazwę. Dzięki kolejnemu gruntownemu remontowi, trwającemu od czerwca do listopada 2006 roku, poprawiły się warunki magazynowania muzealiów (dzięki specjalistycznym regałom oraz monitoringowi wilgotności i temperatury). Zadaszony został dziedziniec, na którym odbywają się imprezy, koncerty i spotkania.
Muzeum działa w zakresie edukacji, organizując warsztaty, zajęcia oraz lekcje dla dzieci i młodzieży. Cieszą się dużym zainteresowaniem. Tematy zajęć często dotyczą wystaw stałych lub czasowych.
Wedle stanu na 2022 rok zbiory muzeum liczą ponad 16 tys. muzealiów i ponad 10 tys. książek w bibliotece muzealnej.

### Wystawy stałe
- „Ostrołęka i Kurpie. Między wątkiem historii a osnową życia”
- „Ostrołęka. 6 x Narew”
- „Wycinanka kurpiowska”
- „Twórczość żołnierzy powstania listopadowego na Wielkiej Emigracji”
- „Stanisław Skolimowski. Nierzeczywiste”
- „Galeria sztuki polskiej pierwszej połowy XX wieku”[4].

### Imprezy cykliczne
- Ido śwenta Źejgejnocy (impreza rodzinna)
- Biało-czerwona. Obowiązkowo! (rodzinne warsztaty patriotyczne)
- Noc Muzeów
- Barwy Niepodległej (rodzinne warsztaty patriotyczne)
- Wspólne śpiewanie patriotyczne (koncert)
- „Ginące Zawody” (warsztaty etnograficzne)
- Idą święta – czas stroić choinkę (impreza rodzinna)[2].

## Oddziały
Oddziałem Muzeum Kultury Kurpiowskiej w Ostrołęce jest Zagroda Kurpiowska w Kadzidle. W zagrodzie prezentowane są obiekty budownictwa drewnianego i przedmioty codziennego użytku z początku XX wieku. Odbywa się tutaj szereg imprez regionalnych, m.in. warsztaty etnograficzne „Ginące Zawody” i „Wesele Kurpiowskie”.

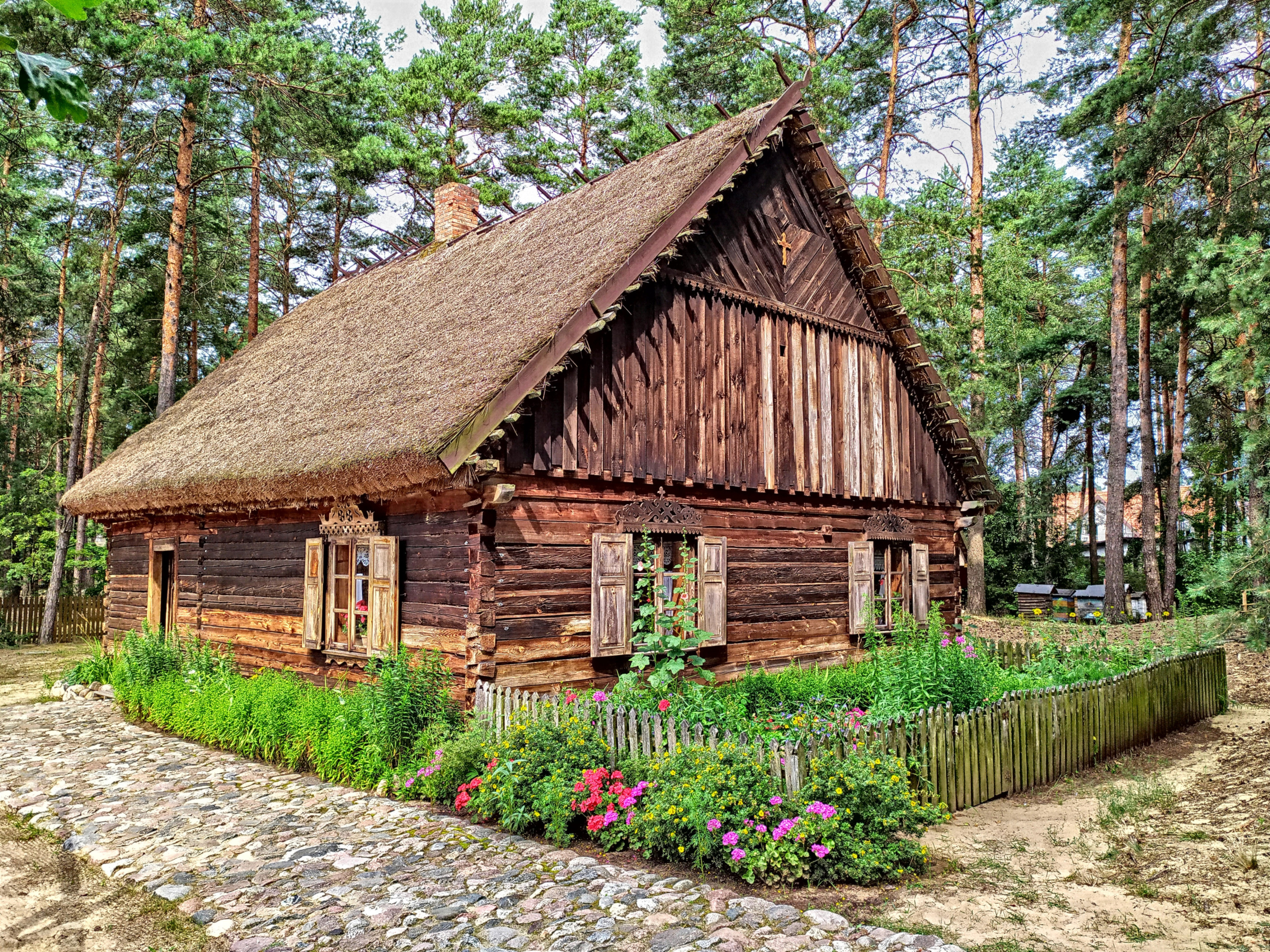
Chałupa w Zagrodzie Kurpiowskiej w Kadzidle